# Центральная библиотека
Центральная библиотека — библиотека, выполняющая роль координационного и методического центра в отношении иных библиотек в пределах определённой территории, в рамках отдельной отрасли или для конкретной группы пользователей (детей, молодёжи, слепых и слабовидящих и т.д.). Центральной также именуется библиотека, выступающая головным подразделением централизованной библиотечной системы, центром управления библиотеками-филиалами.
В России, в соответствии со статьёй 20 Федерального закона «О библиотечном деле» от 29 декабря 1994 года, органы государственной власти субъектов Российской Федерации могут присваивать ведущей универсальной библиотеке статус центральной библиотеки субъекта Российской Федерации, функции которой выполняют:
- в республике — национальная или республиканская библиотека;

- в автономном округе, автономной области — окружная или областная библиотека;

- в крае, области — краевая, областная библиотека;

Органы местного самоуправления муниципального района могут присваивать статус центральной районной библиотеки ведущей межпоселенческой библиотеке. Органы местного самоуправления городских округов могут присваивать статус центральной городской библиотеки ведущей универсальной библиотеке соответствующего городского округа.
Центральная библиотека в пределах обслуживаемой территории обязана формировать, хранить и предоставлять пользователям библиотеки наиболее полное универсальное собрание документов, организовывать взаимоиспользование библиотечных ресурсов, в том числе осуществлять функции межбиблиотечного абонемента и обеспечивать ведение сводного каталога, оказывать методическую помощь библиотекам.
Федеральные органы государственной власти, органы государственной власти субъектов Российской Федерации и органы местного самоуправления могут учреждать специальные центральные библиотеки по отраслевому принципу и по обслуживанию особых групп пользователей библиотек (детского и юношеского возраста, слепых и слабовидящих и других). Центральные библиотеки могут учреждаться также министерствами и иными федеральными органами исполнительной власти.
Российское законодательство допускает распределение функций центральных библиотек между несколькими библиотеками, которые в этом случае обеспечиваются бюджетным финансированием в соответствии с объёмом их деятельности.